# Masood Ahmed
Masood Ahmed es un personaje ficticio de la serie de televisión británica EastEnders interpretado por el actor Nitin Ganatra del 16 de octubre del 2007 hasta el 27 de septiembre del 2016. En octubre del 2017 se anunció que Nitin regresaría a la serie ese mismo año.

## Biografía
En el 2013 Masood comienza una relación con Carol Branning.